# Duke University Press
Duke University Press je američka akademska izdavačka kuća. Sjedište se nalazi u Sjedinjenim Američkim Državama u Durhamu, u saveznoj državi Sjevernoj Karolini. Djeluje kao jedinica sveučillišta Duke. Član je Američkog udruženja sveučilišnih nakladnika.

## Povijest
Osnovana je 1921. godine kao  Trinity College Press . Prvi je direktor bio William T. Laprade. Izdavačka kuća poslije se restrukturirala i širila i u tom procesu promijenila je ime u Duke University Press. Ime je promijenila 1926. godine kad je na mjesto direktora došao William K. Boyd.

## Izdavački rad
Izdaju knjige i akademske časopise. Godišnje objave 120 knjiga i više od 40 akademskih žurnala te pet elektronskih zbirki. Primarno znanstveno područje koje pokriva su humanističke i društvene znanosti, ali također objavljuju i matematičke časopise.

## Otvoreni pristup
Duke je jedan od trinaestorice nakladnika koji sudjeluju u zbirci Pilot (Pilot Collection), globalni knjižarski konzorcijski pristup fundiranju knjiga slobodnog pristupa. Duke je omogućio da se može pristupiti četirima knjigama za zbirku Pilot.

## Vanjske poveznice
- Službene stranice Duke University Pressa
- Misija Duke University Pressa   Arhivirana inačica izvorne stranice od 5. rujna 2015. (Wayback Machine)
- Časopisi Duke University Pressa online
- Duke University Press na Facebooku
- Duke University Press na Scribdu
- Duke University Press na Twitteru